# Nikolaj Sologoebov
Nikolaj Michailovitsj Sologoebov (Russisch: Николай Михайлович Сологубов) (Moskou, 8 augustus 1924 - aldaar, 30 december 1988) was een Sovjet-Russisch ijshockeyer. 
Nikolaj Sologoebov vocht mee tijdens de Tweede Wereldoorlog.
Sologoebov vormde samen met Ivan Tregoebov een sterk verdedigend blok bij CSKA Moskou en het Sovjet-team. Sologoebov won tijdens de Olympische Winterspelen 1956 in Cortina d'Ampezzo de gouden olympische medaille, door het winnen van de gouden medaille werd Tregoebov tegelijk ook wereldkampioen. Sologoebov won zonder Tregoebov tijdens de Olympische Winterspelen 1960 in Squaw Valley de bronzen medaille.
In 1963 werd Sologoebov wereldkampioen.